# Cuatlaxtecoma
Cuatlaxtecoma är en ort i Mexiko.   Den ligger i kommunen Ixcamilpa de Guerrero och delstaten Puebla, i den sydöstra delen av landet, 160 km söder om huvudstaden Mexico City. Cuatlaxtecoma ligger 707 meter över havet och antalet invånare är 136.
Terrängen runt Cuatlaxtecoma är huvudsakligen kuperad. Cuatlaxtecoma ligger nere i en dal. Runt Cuatlaxtecoma är det ganska glesbefolkat, med 28 invånare per kvadratkilometer. Närmaste större samhälle är Ixcamilpa, 2,2 km öster om Cuatlaxtecoma. Omgivningarna runt Cuatlaxtecoma är huvudsakligen savann.